# Tvågälade bläckfiskar
Tvågälade bläckfiskar (Coleoidea) är en underklass bläckfiskar som kännetecknas av att de till skillnad från de fyrgälade bläckfiskarna (Nautiloidea) har en mantelhåla innehållande enbart två gälar. Underklassen innehåller i princip alla de bläckfiskar som har en mjuk kropp. Systergruppen fyrgälade bläckfiskar har vanligen ett yttre skal som skydd.
De tvågälade bläckfiskarna indelas efter antalet armar och hur dessa är organiserade. Den utdöda och mest primitiva typen - belemniterna - antas ha haft tio lika stora armar i fem par, som numreras från buken mot ryggen. Modernare arter har antingen modifierat eller tappat ett armpar. Överordningen Decapodiformes har modifierat det fjärde armparet till ett par långa tentakler som enbart har sugkroppar längst ute på den klubbformade änden. Överordningen  Octopodiformes har genomgått förändringar av det andra armparet; detta har kraftigt reducerats och används enbart som känselorgan hos Vampyromorpha medan arterna i åttaarmade bläckfiskar (Octopoda) helt har förlorat detta armpar.